# Zimní olympijské hry 2034
Zimní olympijské hry 2034, oficiálně Hry XXVII. olympiády (anglicky Games of the XXVII Olympiad), jsou budoucí mezinárodní multisportovní událost, které se budou konat v americkém městě Salt Lake City, kde již byly v roce 2002. Tyto hry budou následovat po Zimních olympijských hrách 2030 a Letních olympijských hrách 2032. Pořadatelské město bylo zvoleno na 142. zasedání Mezinárodního olympijského výboru v Paříži dne 24. července 2024, tedy dva dny před letními olympijskými hrami 2024.

## Volba pořadatele
Dne 24. června 2019 byl na 134. zasedání MOV v Lausanne schválen nový výběrový proces, aby se snížily náklady na přípravu projektů a kampaně uchazečů. Celá procedura je kratší, takže vybraný pořadatel má více času na přípravu. Klíčové návrhy, které vycházejí z příslušných doporučení Olympijské Agendy 2020, jsou:
- Navázat trvalý a nepřetržitý dialog s cílem prozkoumat a vyvolat zájem měst / regionů / států a národních olympijských výborů o jakoukoli olympijskou událost
- Vytvořit dvě budoucí hostitelské komise (letní a zimní hry), které budou sledovat zájem o budoucí olympijské akce a budou podávat zprávy výkonné radě MOV.
- Poskytněte větší vliv zasedání MOV tím, že necháte členy nevýkonných orgánů působit v budoucích hostitelských výborech a komisí.

MOV také upravil olympijskou chartu, aby zvýšil její flexibilitu tím, že odstranil datum voleb ze sedmi let před hrami a změnou hostitele z jednoho města, regionu, země na více měst, regionů nebo zemí.
Podle zadávací dokumentace „Future Host Commission“ s pravidly chování je nový nabídkový systém MOV rozdělen do dvou fází dialogu:
- Kontinuální dialog: Nezávazné diskuse mezi MOV a zúčastněnými stranami (město / region / země / národní olympijský výbor se zájmem o hostování) týkající se pořádání budoucích olympijských akcí.
- Cílený dialog: Cílené diskuse s jednou nebo více zúčastněnými stranami (tzv. Preferovanými hostiteli) podle pokynů výkonné rady MOV. Vyplývá to z doporučení budoucí hostitelské komise v důsledku průběžného dialogu.

## Nabídky hostitelství

### Vítězná nabídka
Salt Lake City – Utah, Spojené státy americké
V červnu 2022 americký olympijský a paralympijský výbor rozhodl o tom, že Salt Lake City v Utahu bude kandidátské město pro budoucí zimní olympijské a paralympijské hry, a to pro rok 2030 nebo 2034. Po neúspěšném získání hostitelství pro rok 2030 pokračovala kandidatura pro rok 2034. V listopadu 2023 zařadil MOV Salt Lake City jako preferovaného hostitele zimních olympijských her v roce 2034. Definitivní rozhodnutí a potvrzení, že hostitelské město bude Salt Lake City, padlo na 142. zasedání Mezinárodního olympijského výboru v Paříži dne 24. července 2024.

### Dřívější potenciální nabídky
Mezi země a města, které také zvažovaly kandidaturu jsou například: Sapporo v Japonsku, různé švýcarské kantony (společně) či Polsko s možnou Slovenskou spoluprací.